# Deux-Chaises
Deux-Chaises est une commune française située dans le département de l'Allier, en région Auvergne-Rhône-Alpes.
Ses habitants sont appelés les Deux-Chaisois et les Deux-Chaisoises.

## Géographie
Deux-Chaises est située sur la route départementale 945, de Moulins à Montmarault, au sud de l'ancien chef-lieu de canton, Le Montet. Le centre du bourg se trouve décalé à l'est de cette route ancienne qui reliait Moulins à Montluçon et qui a donné son nom au quartier situé au bord de la route (Le Grand-Chemin) ; la route porte le nom de route du Grand-Chemin dans la traversée de Deux-Chaises.
Presque parallèlement à la D 945, mais à environ 400 m à l'ouest, avec la même orientation nord-sud, la route Centre-Europe Atlantique (A79, ancienne N 79) traverse la commune ; un échangeur dessert Deux-Chaises.

### Communes limitrophes
Ses communes limitrophes sont :
| Saint-Sornin                                | Le Montet    | Tronget  |
| Chappes                                     | Deux-Chaises | Le Theil |
| Sazeret Saint-Marcel-en-Murat (quadripoint) | Voussac      |          |

### Climat
Pour des articles plus généraux, voir Climat d'Auvergne-Rhône-Alpes et Climat de l'Allier.
En 2010, le climat de la commune est de type climat océanique dégradé des plaines du Centre et du Nord, selon une étude du CNRS s'appuyant sur une série de données couvrant la période 1971-2000. En 2020, Météo-France publie une typologie des climats de la France métropolitaine dans laquelle la commune est dans une zone de transition entre le climat océanique altéré et le climat de montagne ou de marges de montagne et est dans une zone de transition entre les régions climatiques « Centre et contreforts nord du Massif Central » et « Ouest et nord-ouest du Massif Central ».
Pour la période 1971-2000, la température annuelle moyenne est de 10,1 °C, avec une amplitude thermique annuelle de 15,9 °C. Le cumul annuel moyen de précipitations est de 803 mm, avec 10,7 jours de précipitations en janvier et 7,4 jours en juillet. Pour la période 1991-2020, la température moyenne annuelle observée sur la station météorologique de Météo-France la plus proche, sur la commune de Montmarault à 9 km à vol d'oiseau, est de 11,2 °C et le cumul annuel moyen de précipitations est de 811,6 mm,. Pour l'avenir, les paramètres climatiques de la commune estimés pour 2050 selon différents scénarios d'émission de gaz à effet de serre sont consultables sur un site dédié publié par Météo-France en novembre 2022.

## Urbanisme

### Typologie
Au 1er janvier 2024, Deux-Chaises est catégorisée commune rurale à habitat très dispersé, selon la nouvelle grille communale de densité à 7 niveaux définie par l'Insee en 2022.
Elle est située hors unité urbaine et hors attraction des villes,.

### Occupation des sols

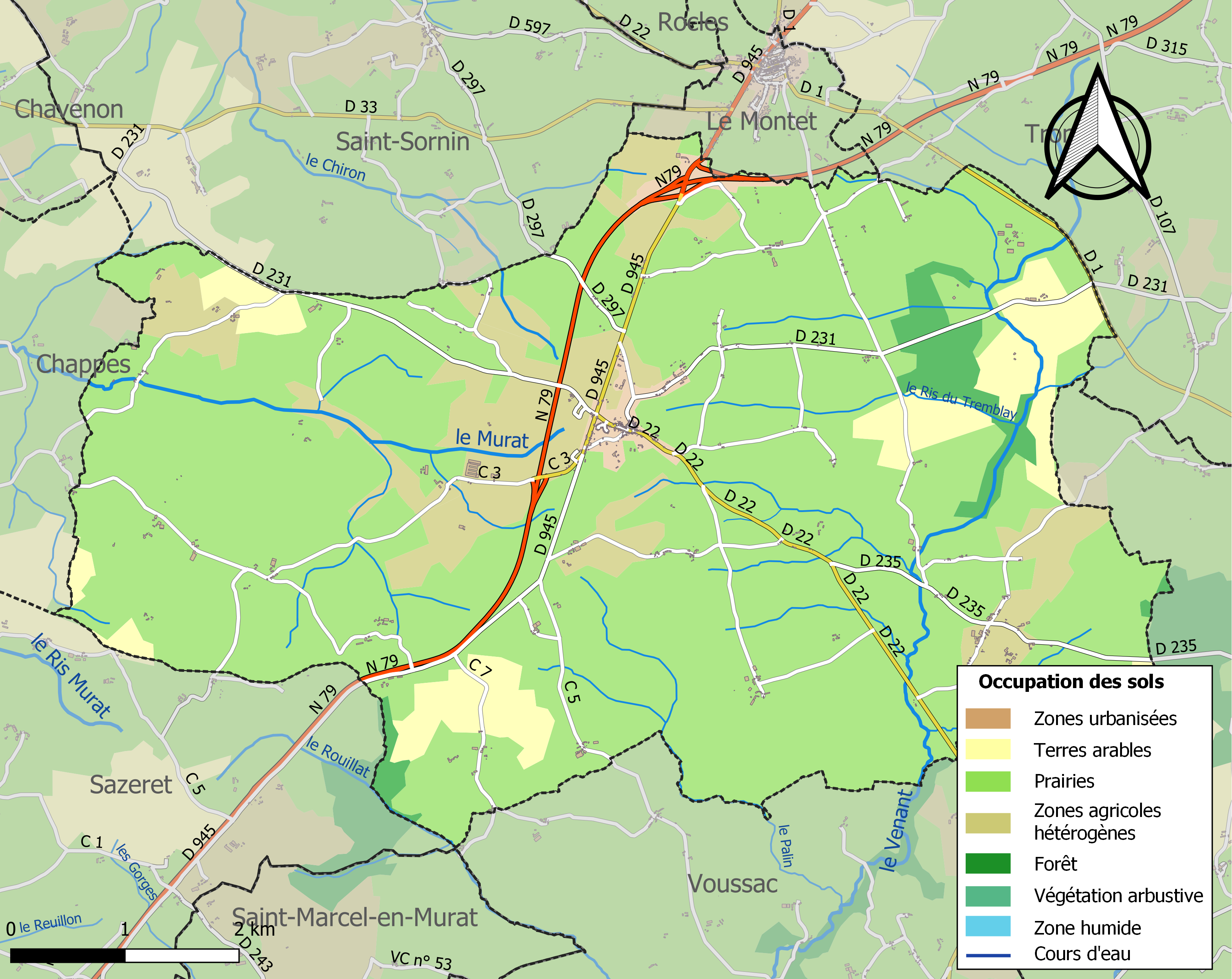
Carte des infrastructures et de l'occupation des sols de la commune en 2018 (CLC).

L'occupation des sols de la commune, telle qu'elle ressort de la base de données européenne d’occupation biophysique des sols Corine Land Cover (CLC), est marquée par l'importance des territoires agricoles (96 % en 2018), une proportion sensiblement équivalente à celle de 1990 (96,1 %). La répartition détaillée en 2018 est la suivante : prairies (76,2 %), zones agricoles hétérogènes (11,5 %), terres arables (8,2 %), forêts (2,6 %), zones urbanisées (0,9 %), zones industrielles ou commerciales et réseaux de communication (0,6 %).
L'IGN met par ailleurs à disposition un outil en ligne permettant de comparer l'évolution dans le temps de l'occupation des sols de la commune (ou de territoires à des échelles différentes). Plusieurs époques sont accessibles sous forme de cartes ou photos aériennes : la carte de Cassini (XVIIIe siècle), la carte d'état-major (1820-1866) et la période actuelle (1950 à aujourd'hui).

## Toponymie
Deux-Chaises fait partie de l'aire linguistique du bourbonnais d'oïl.

## Histoire
Deux-Chaises, Duabus Casis (802), du latin duae casae, « deux maisons », est une très ancienne paroisse, concédée à l'abbaye de Saint-Denis en 636 et restituée à cette abbaye en 1082. Elle figure dans les chartes de 636, 802 et 1082 sous le nom de villa et ecclesia de Duabus Casis.

## Politique et administration
À la suite du redécoupage des cantons, Deux-Chaises fait partie du canton de Souvigny.
| Période                                  | Période                      | Identité        | Étiquette | Qualité              |
| ---------------------------------------- | ---------------------------- | --------------- | --------- | -------------------- |
| Les données manquantes sont à compléter. |                              |                 |           |                      |
| juin 1995                                | mai 2020                     | Jacques Berthon | DVD       | Agriculteur retraité |
| mai 2020                                 | En cours (au 8 juillet 2020) | Maurice Chopin  |           | Retraité             |

## Population et société

### Démographie
Les habitants de la commune sont appelés les Deux-Chaisois et les Deux-Chaisoises.
L'évolution du nombre d'habitants est connue à travers les recensements de la population effectués dans la commune depuis 1793. Pour les communes de moins de 10 000 habitants, une enquête de recensement portant sur toute la population est réalisée tous les cinq ans, les populations de référence des années intermédiaires étant quant à elles estimées par interpolation ou extrapolation. Pour la commune, le premier recensement exhaustif entrant dans le cadre du nouveau dispositif a été réalisé en 2007.

En 2022, la commune comptait 380 habitants, en évolution de −4,76 % par rapport à 2016 (Allier : −1,38 %, France hors Mayotte : +2,11 %).
| 1793  | 1800 | 1806  | 1821  | 1831  | 1836  | 1841  | 1846  | 1851  |
| ----- | ---- | ----- | ----- | ----- | ----- | ----- | ----- | ----- |
| 1 029 | 927  | 1 102 | 1 239 | 1 146 | 1 221 | 1 173 | 1 238 | 1 234 |

| 1856  | 1861  | 1866  | 1872  | 1876  | 1881  | 1886  | 1891  | 1896  |
| ----- | ----- | ----- | ----- | ----- | ----- | ----- | ----- | ----- |
| 1 210 | 1 215 | 1 215 | 1 290 | 1 306 | 1 317 | 1 354 | 1 264 | 1 233 |

| 1901  | 1906  | 1911  | 1921 | 1926 | 1931 | 1936 | 1946 | 1954 |
| ----- | ----- | ----- | ---- | ---- | ---- | ---- | ---- | ---- |
| 1 228 | 1 160 | 1 112 | 966  | 925  | 911  | 916  | 802  | 774  |

| 1962 | 1968 | 1975 | 1982 | 1990 | 1999 | 2006 | 2007 | 2012 |
| ---- | ---- | ---- | ---- | ---- | ---- | ---- | ---- | ---- |
| 736  | 664  | 537  | 501  | 438  | 414  | 415  | 415  | 408  |

| 2017 | 2022 | - | - | - | - | - | - | - |
| ---- | ---- | - | - | - | - | - | - | - |
| 392  | 380  | - | - | - | - | - | - | - |

## Culture locale et patrimoine

### Lieux et monuments

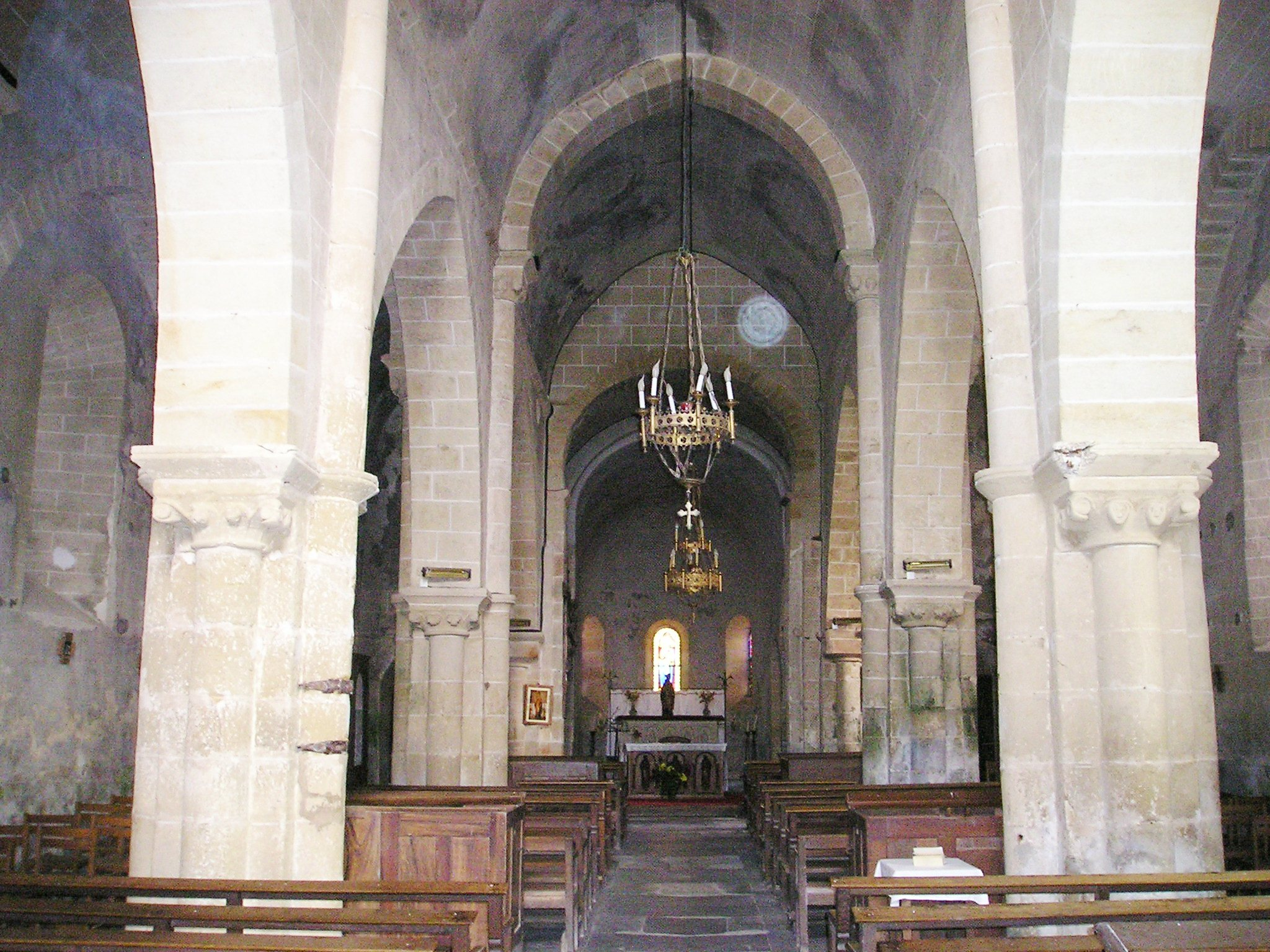
Nef et chœur de l'église Saint-Denis.

- Église Saint-Denis, église romane du XIIe siècle.

- L'étang de Chaume, à l'extrémité occidentale de la commune. En ce lieu se passaient la majorité des bals de la commune et des environs. Très populaire dans les années 1970-1980.
- Mines de charbon. Une mine de charbon (houille) fut exploitée à partir du XVIIe siècle au lieu-dit Modère (au nord-est du bourg), une autre fut exploitée plus tard à Mondry (sur la D 231, route de Treban).
- Élevage « Les Lamas du Tilloux » : une centaine de lamas vivent dans cet élevage, qui peut être visité (à proximité de la D 945, au sud du bourg). Parmi les produits dérivés du lama, on trouve des produits tissés, gants, chaussettes, bonnets, pelisses, etc.

### Personnalités liées à la commune
- René Fontaine (né à Deux-Chaises en 1946) : maître chocolatier à Nice , Barcelonette , Gap et Langeac, meilleur ouvrier de France en 1976.